# Blue Stars/FIFA Youth Cup 2023
Der Blue Stars/FIFA Youth Cup 2023 war die 83. Austragung des Jugendfussballturniers Blue Stars/FIFA Youth Cup und fand am 17. und 18. Mai 2023 auf der Sportanlage Buchlern in Zürich (Schweiz) statt. Die Vancouver Whitecaps gewannen das Frauenturnier, der FC Zürich das Herrenturnier.

## Frauenturnier

### Resultate

#### Gruppe A
| Arsenal WFC      |
| FC Basel 1893    |
| FC Rosengard     |
| FC Zürich Frauen |

| Pl. | Verein           | Sp. | S | U | N | Tore    | Diff. | Punkte |
| --- | ---------------- | --- | - | - | - | ------- | ----- | ------ |
| 1.  | FC Zürich Frauen | 3   | 1 | 2 | 0 | 003:200 | +1    | 05     |
| 2.  | FC Basel 1893    | 3   | 1 | 2 | 0 | 002:100 | +1    | 05     |
| 3.  | FC Rosengard     | 3   | 1 | 1 | 1 | 003:300 | ±0    | 04     |
| 4.  | Arsenal WFC      | 3   | 0 | 1 | 2 | 001:300 | −2    | 01     |

|                           |   |                  |     |
| 17. Mai 2023 um 13:45 Uhr |   |                  |     |
| Arsenal WFC               | – | FC Basel 1893    | 0:0 |
| 17. Mai 2023 um 13:45 Uhr |   |                  |     |
| FC Rosengard              | – | FC Zürich Frauen | 1:1 |
| 17. Mai 2023 um 17:05 Uhr |   |                  |     |
| Arsenal WFC               | – | FC Rosengard     | 1:2 |
| 17. Mai 2023 um 17:05 Uhr |   |                  |     |
| FC Basel 1893             | – | FC Zürich Frauen | 1:1 |
| 18. Mai 2023 um 9:20 Uhr  |   |                  |     |
| FC Zürich Frauen          | – | Arsenal WFC      | 1:0 |
| 18. Mai 2023 um 9:20 Uhr  |   |                  |     |
| FC Basel 1893             | – | FC Rosengard     | 1:0 |

#### Gruppe B
| Juventus Woman          |
| BSC YB Frauen           |
| Vancouver Whitecaps     |
| Grasshopper Club Zürich |

| Pl. | Verein                  | Sp. | S | U | N | Tore    | Diff. | Punkte |
| --- | ----------------------- | --- | - | - | - | ------- | ----- | ------ |
| 1.  | BSC YB Frauen           | 3   | 2 | 1 | 0 | 006:200 | +4    | 07     |
| 2.  | Vancouver Whitecaps     | 3   | 1 | 1 | 1 | 005:200 | +3    | 04     |
| 3.  | Grasshopper Club Zürich | 3   | 1 | 1 | 1 | 005:500 | ±0    | 04     |
| 4.  | Juventus Woman          | 3   | 0 | 1 | 2 | 003:100 | −7    | 01     |

|                           |   |                         |     |
| 17. Mai 2023 um 14:35 Uhr |   |                         |     |
| Juventus Woman            | – | BSC YB Frauen           | 2:2 |
| 17. Mai 2023 um 14:35 Uhr |   |                         |     |
| Vancouver Whitecaps       | – | Grasshopper Club Zürich | 1:1 |
| 17. Mai 2023 um 17:55 Uhr |   |                         |     |
| Juventus Woman            | – | Vancouver Whitecaps     | 0:4 |
| 17. Mai 2023 um 17:55 Uhr |   |                         |     |
| BSC YB Frauen             | – | Grasshopper Club Zürich | 3:0 |
| 18. Mai 2023 um 10:10 Uhr |   |                         |     |
| Grasshopper Club Zürich   | – | Juventus Woman          | 4:1 |
| 18. Mai 2023 um 10:10 Uhr |   |                         |     |
| BSC YB Frauen             | – | Vancouver Whitecaps     | 1:0 |

#### Spiel um Platz 7 und 8
|                           |   |                |     |
| 18. Mai 2023 um 13:00 Uhr |   |                |     |
| Arsenal WFC               | – | Juventus Woman | 0:2 |

#### Spiel um Platz 5 und 6
|                           |   |                         |     |
| 18. Mai 2023 um 14:00 Uhr |   |                         |     |
| FC Rosengard              | – | Grasshopper Club Zürich | 2:0 |

#### Halbfinal
|                           |   |                     |                |
| 18. Mai 2023 um 13:00 Uhr |   |                     |                |
| FC Zürich Frauen          | – | Vancouver Whitecaps | 1:1, 3:5 i. E. |
| 18. Mai 2023 um 14:00 Uhr |   |                     |                |
| BSC YB Frauen             | – | FC Basel 1893       | 2:2, 4:5 i. E. |

#### Spiel um Platz 3 und 4
|                           |   |               |     |
| 18. Mai 2023 um 17:00 Uhr |   |               |     |
| FC Zürich Frauen          | – | BSC YB Frauen | 0:1 |

#### Final
Der Final fand am 18. Mai 2023 auf der Sportanlage Buchlern zwischen den Vancouver Whitecaps und dem FC Basel 1893 statt.
| Vancouver Whitecaps                                        | Vancouver Whitecaps | FC Basel 1893 | FC Basel 1893 |
| ---------------------------------------------------------- | --- | --- | ------------- |
| Vancouver Whitecaps                                        | \| 18. Mai 2023 um 17:00 Uhr in Zürich (Sportanlage Buchlern) \| \| Ergebnis: 1:1, 6:5 i. E. \| \| Zuschauer: unbekannt \| \| Schiedsrichterin: Michèle Schmölzer ( Schweiz) \| \| Spielbericht \|                                     | \| 18. Mai 2023 um 17:00 Uhr in Zürich (Sportanlage Buchlern) \| \| Ergebnis: 1:1, 6:5 i. E. \| \| Zuschauer: unbekannt \| \| Schiedsrichterin: Michèle Schmölzer ( Schweiz) \| \| Spielbericht \|                                                              | FC Basel 1893 |
| Vancouver Whitecaps                                        | Leah Parsons – Ireoluwa Omotayo, Nyema Ingleton , Andrea Kraetzer, Iba Oching – Ashley Roberts, Noelle Sather, Anna Hauer, Kiera Martin (15. Emma Yee), Joy Kimwemwe – Kierra Blundell (35. Ava Jackson) Cheftrainerin: Katelyn Collar | Irina Fuchs – Nia Szenk, Nora Raemy , Elea Hagmann, Joelle Steiner – Selina Wölfle, Alina Sticher, Lauriane Frei, Carolin Wessely (29. Nathalie Pellier) – Eriola Delija (21. Samira Wyden), Lauren Cassel (31. Sarah Ben M'Barek) Cheftrainerin: Egzona Selimi | FC Basel 1893 |
| Vancouver Whitecaps                                        | 1:1 Ava Jackson (40.) | 0:1 Lauren Cassel (3.) | FC Basel 1893 |
| Vancouver Whitecaps                                        | Elfmeterschiessen | | FC Basel 1893 |
| Vancouver Whitecaps                                        | 1:1 Nyema Ingleton 2:2 Iba Oching 3:3 Noelle Sather 4:3 Ireoluwa Omotayo 5:4 Anna Hauer 6:5 Ava Jackson | 1:2 Sarah Ben M'Barek 2:3 Elea Hagmann 3:3 Lauriane Frei 4:4 Irina Fuchs 5:5 Nathalie Pellier 6:5 Nora Raemy | FC Basel 1893 |
| 18. Mai 2023 um 17:00 Uhr in Zürich (Sportanlage Buchlern) | | |               |
| Ergebnis: 1:1, 6:5 i. E.                                   | | |               |
| Zuschauer: unbekannt                                       | | |               |
| Schiedsrichterin: Michèle Schmölzer ( Schweiz)             | | |               |
| Spielbericht                                               | | |               |

### Rangliste und Kader
| 1. | Vancouver Whitecaps     | 1 Leah Parsons \| 3 Iba Oching \| 7 Ava Jackson \| 8 Sonja Mehta \| 9 Kierra Blundell \| 10 Anna Hauer \| 11 Noelle Sather \| 13 Joy Kimwemwe \| 14 Sienna Gibson \| 15 Ashley Roberts \| 16 Ireoluwa Omotayo \| 17 Nyema Ingleton \| 18 Emma Yee \| 19 Aja Turner \| 20 Kiera Martin \| 22 Tea Mayson \| 26 Andrea Kraetzer \| 31 Carly Uchacz               |
| 2. | FC Basel 1893           | 1 Lena Steiner \| 2 Elea Hagmann \| 4 Julia Steiner \| 5 Nora Raemy \| 6 Lena Bubendorf \| 8 Joelle Steiner \| 9 Carolin Wessely \| 10 Sarah Ben M'Barek \| 11 Nia Szenk \| 12 Lilou Lesoille \| 13 Lauren Cassel \| 15 Eriola Delija \| 16 Lauriane Frei \| 17 Selina Wölfle \| 18 Irina Fuchs \| 19 Alina Sticher \| 20 Samira Wyden \| 21 Nathalie Pellier |
| 3. | BSC YB Frauen           | Mia Knapp \| Aida Ragusa \| Xenia Truninger \| Mara Meier \| Naomi Luyet \| Jana Kohler |
| 4. | FC Zürich Frauen        | 1 Sara Ziegler \| 3 Lisa Lampart \| 6 Luisa Süry \| 7 Fjona Gashi \| 9 Julie Gartmann \| 10 Monika Ibishaj \| 13 Larissa Uetz \| 17 Luana Bürge \| Clara Henricsson \| Riana Brändle |
| 5. | FC Rosengard            | 16 Cajsa Rubensson \| Filippa Sjöström \| Hanna Cronqvist \| Hanna Stenberg |
| 6. | Grasshopper Club Zürich | Mara Tauriello \| Robine Pérez |
| 7. | Juventus Woman          | Ginevra Moretti \| Elisa Pfattner \| Marta Zamboni \| Arianna Gallina |
| 8. | Arsenal WFC             | Amelia Bloom |

### Auszeichnungen
| Beste Spielerin  | Nyema Ingleton (Vancouver Whitecaps) |
| Beste Torhüterin | Leah Parsons (Vancouver Whitecaps)   |
| Fairplay-Sieger  | FC Zürich Frauen                     |

## Männerturnier

### Resultate

#### Gruppe A
| Olympique Marseille      |
| FC Zürich                |
| Académie Génération Foot |
| FC Basel 1893            |

| Pl. | Verein                   | Sp. | S | U | N | Tore    | Diff. | Punkte |
| --- | ------------------------ | --- | - | - | - | ------- | ----- | ------ |
| 1.  | Académie Génération Foot | 3   | 2 | 0 | 1 | 003:300 | ±0    | 06     |
| 2.  | FC Zürich                | 3   | 1 | 2 | 0 | 005:200 | +3    | 05     |
| 3.  | FC Basel 1893            | 3   | 1 | 1 | 1 | 003:400 | −1    | 04     |
| 4.  | Olympique Marseille      | 3   | 0 | 1 | 2 | 002:400 | −2    | 01     |

|                           |   |                          |     |
| 17. Mai 2023 um 15:25 Uhr |   |                          |     |
| Olympique Marseille       | – | FC Zürich                | 1:1 |
| 17. Mai 2023 um 15:25 Uhr |   |                          |     |
| Académie Génération Foot  | – | FC Basel 1893            | 2:0 |
| 17. Mai 2023 um 19:00 Uhr |   |                          |     |
| Olympique Marseille       | – | Académie Génération Foot | 0:1 |
| 17. Mai 2023 um 19:00 Uhr |   |                          |     |
| FC Zürich                 | – | FC Basel 1893            | 1:1 |
| 18. Mai 2023 um 11:00 Uhr |   |                          |     |
| FC Basel 1893             | – | Olympique Marseille      | 2:1 |
| 18. Mai 2023 um 11:00 Uhr |   |                          |     |
| FC Zürich                 | – | Académie Génération Foot | 3:0 |

#### Gruppe B
| Liverpool FC                    |
| Grasshopper Club Zürich         |
| Sport Club Corinthians Paulista |
| FC Blue Stars Zürich            |

| Pl. | Verein                          | Sp. | S | U | N | Tore    | Diff. | Punkte |
| --- | ------------------------------- | --- | - | - | - | ------- | ----- | ------ |
| 1.  | Grasshopper Club Zürich         | 3   | 1 | 2 | 0 | 004:100 | +3    | 05     |
| 2.  | Sport Club Corinthians Paulista | 3   | 1 | 2 | 0 | 003:000 | +3    | 05     |
| 3.  | Liverpool FC                    | 3   | 1 | 2 | 0 | 002:100 | +1    | 05     |
| 4.  | FC Blue Stars Zürich            | 3   | 0 | 0 | 3 | 000:700 | −7    | 0      |

|                                 |   |                                 |     |
| 17. Mai 2023 um 16:15 Uhr       |   |                                 |     |
| Liverpool FC                    | – | Grasshopper Club Zürich         | 1:1 |
| 17. Mai 2023 um 16:15 Uhr       |   |                                 |     |
| Sport Club Corinthians Paulista | – | FC Blue Stars Zürich            | 3:0 |
| 17. Mai 2023 um 19:50 Uhr       |   |                                 |     |
| Liverpool FC                    | – | Sport Club Corinthians Paulista | 0:0 |
| 17. Mai 2023 um 19:50 Uhr       |   |                                 |     |
| Grasshopper Club Zürich         | – | FC Blue Stars Zürich            | 3:0 |
| 18. Mai 2023 um 11:50 Uhr       |   |                                 |     |
| FC Blue Stars Zürich            | – | Liverpool FC                    | 0:1 |
| 18. Mai 2023 um 11:50 Uhr       |   |                                 |     |
| Grasshopper Club Zürich         | – | Sport Club Corinthians Paulista | 0:0 |

#### Spiel um Platz 7 und 8
|                           |   |                      |     |
| 18. Mai 2023 um 15:00 Uhr |   |                      |     |
| Olympique Marseille       | – | FC Blue Stars Zürich | 4:0 |

#### Spiel um Platz 5 und 6
|                           |   |              |     |
| 18. Mai 2023 um 16:00 Uhr |   |              |     |
| FC Basel 1893             | – | Liverpool FC | 2:0 |

#### Halbfinal
|                           |   |                                 |                |
| 18. Mai 2023 um 15:00 Uhr |   |                                 |                |
| Académie Génération Foot  | – | Sport Club Corinthians Paulista | 0:0, 3:4 i. E. |
| 18. Mai 2023 um 16:00 Uhr |   |                                 |                |
| Grasshopper Club Zürich   | – | FC Zürich                       | 0:2            |

#### Spiel um Platz 3 und 4
|                           |   |                         |     |
| 18. Mai 2023 um 18:20 Uhr |   |                         |     |
| Académie Génération Foot  | – | Grasshopper Club Zürich | 3:0 |

#### Final
Der Final fand am 18. Mai 2023 auf der Sportanlage Buchlern zwischen dem Sport Club Corinthians Paulista und dem FC Zürich statt.
| Sport Club Corinthians Paulista                            | Sport Club Corinthians Paulista | FC Zürich | FC Zürich |
| ---------------------------------------------------------- | --- | --- | --------- |
| Sport Club Corinthians Paulista                            | \| 18. Mai 2023 um 18:20 Uhr in Zürich (Sportanlage Buchlern) \| \| Ergebnis: 0:0, 0:2 i. E. \| \| Zuschauer: unbekannt \| \| Schiedsrichter: Anojen Kanagasingam ( Schweiz) \| \| Spielbericht \| | \| 18. Mai 2023 um 18:20 Uhr in Zürich (Sportanlage Buchlern) \| \| Ergebnis: 0:0, 0:2 i. E. \| \| Zuschauer: unbekannt \| \| Schiedsrichter: Anojen Kanagasingam ( Schweiz) \| \| Spielbericht \|                                                                                          | FC Zürich |
| Sport Club Corinthians Paulista                            | Kaue Vinicius De Souza Camargo – Renato Santos Da Cruz, Gabriel Silva Moscardo De Salles , Vinicius Cressi, Leonardo Mana Hernandes – Vitor Alves Meer, Luiz Gustavo Lemos Carvalho – Pedro Henrique De Assis, Leonardo Agostinho Angueira De Camargo (27. Kayke Ferrari Guimares) – Rafael Batista Da Silva Junior (27. Gabriel Henrique Soares Da Silva), Breno De Souza Bidon (33. Guilherme Henrique De Oliveira Moraes) Cheftrainer: Danilo Gabriel de Andrade | Patrick Zajac – Noah Leao Muata (17. Yuro Bohon Diet), Ramon Francesco Guzzo, Daniel Denoon , Yanik Kunz – Cosimo Fiorini, Enea Heiniger (35. Bleon Xhemaili), Joseph Sabobo, Mihail Stefanovic – Nevio Di Giusto (30. Pirosch Fischer), Calixte Paul Ligue Cheftrainer: Genesio Colatrella | FC Zürich |
| Sport Club Corinthians Paulista                            | Elfmeterschiessen | | FC Zürich |
| Sport Club Corinthians Paulista                            | 0:0 Leonardo Mana Hernandes 0:1 Renato Santos Da Cruz 0:2 Guilherme Henrique De Oliveira Moraes 0:2 Gabriel Silva Moscardo De Salles | 0:1 Pirosch Fischer 0:2 Daniel Denoon 0:2 Mihail Stefanovic | FC Zürich |
| Sport Club Corinthians Paulista                            | Luiz Gustavo Lemos Carvalho (32.) | Cosimo Fiorini (17.) | FC Zürich |
| Sport Club Corinthians Paulista                            | Luiz Gustavo Lemos Carvalho (40.+3') | | FC Zürich |
| 18. Mai 2023 um 18:20 Uhr in Zürich (Sportanlage Buchlern) | | |           |
| Ergebnis: 0:0, 0:2 i. E.                                   | | |           |
| Zuschauer: unbekannt                                       | | |           |
| Schiedsrichter: Anojen Kanagasingam ( Schweiz)             | | |           |
| Spielbericht                                               | | |           |

### Rangliste und Kader
| 1. | FC Zürich                       | 1 Patrick Zajac \| 2 Yuro Bohon Diet \| 3 Ramon Francesco Guzzo \| 4 Daniel Denoon \| 5 Ivan Kovacevic \| 6 Enea Heiniger \| 7 Cosimo Fiorini \| 8 Bleon Xhemaili \| 10 Nevio Di Giusto \| 12 Patrice Kissling \| 17 Yanik Kunz \| 18 Micha Ziegler \| 19 Calixte Paul Ligue \| 20 Mihail Stefanovic \| 21 Pirosch Fischer \| 22 Joseph Sabobo \| 24 Noah Leao Muata \| 29 Labinot Bajrami \| Carlo Gamboni \| Sebastian Walker |
| 2. | Sport Club Corinthians Paulista | 1 Kaue Vinicius De Souza Camargo \| 2 Leonardo Mana Hernandes \| 3 Renato Santos Da Cruz \| 4 Vinicius Cressi \| 5 Gabriel Silva Moscardo De Salles \| 6 Vitor Alves Meer \| 7 Kayke Ferrari Guimares \| 8 Thomas Rafael Goncalves Lisboa \| 9 Guilherme Henrique De Oliveira Moraes \| 10 Pedro Henrique De Assis \| 11 Breno De Souza Bidon \| 12 Felipe Longo Fernandes Da Silva \| 13 Gabriel Henrique Soares Da Silva \| 14 Thomas Agustin Fretes \| 15 Luiz Gustavo Lemos Carvalho \| 16 Joao Vinicius Scardueli 17 Leonardo Agostinho Angueira De Camargo \| 18 Rafael Batista Da Silva Junior |
| 3. | Académie Génération Foot        | Famady Traore \| Idrissa Gueye \| Elhadji Mbaye Diagne |
| 4. | Grasshopper Club Zürich         | Xhan Aliu \| Dior Gerbovci \| Damian Nigg \| Leonardo Almeida Lopez |
| 5. | FC Basel 1893                   | Elion Jashari |
| 6. | Liverpool FC                    | Keyrol Alexis Figueroa Norales |
| 7. | Olympique Marseille             | Sayha Seha |
| 8. | FC Blue Stars Zürich            | |

### Auszeichnungen
| Bester Spieler  | Gabriel Silva Moscardo De Salles (Sport Club Corinthians Paulista) |
| Bester Torhüter | Kaue Vinicius De Souza Camargo (Sport Club Corinthians Paulista)   |
| Fairplay-Sieger | FC Blue Stars Zürich                                               |